# Ліга християнської міліції
Ліга християнської міліції (фр. Ordre de la Milice chrétienne) — лицарський орден націлений на війну з Османською імперією, заснований у 1616 році герцогом Карлом Гонзага-Неверським. До цієї ліги належали Папа Римський (на той час — Павло V), німецький імператор, королі Іспанії, Англії, Польщі та Франції. Також представники ліги вели переговори про вступ із Військом Запорозьким на чолі з Петром Конашевичем-Сагайдачним.

## Виникнення
Головним натхненником виникнення ордену був герцог Карл Гонзага-Неверський, що вважав себе нащадком візантійських імператорів. Заручившись підтримкою німецького та французького престолів, він організовує установчу асамблею нового лицарського ордену. Ця асамблея відбулась 17 листопада 1618 року у столиці Моравії — місті Оломоуц. На цій асамблеї було ухвалене заснування нового лицарського ордену християнської міліції (війська) під титулом Богоматері та святого Михаїла. Особливим знаком ордену було визначено золотий хрест із синьою та білою емаллю та із зображенням Богоматері, що стоїть на мусульманському півмісяці. Структура ордену поділялась на три регіони - Західний (Франція, Фландрія, Лотарингія), Південний (Італія, Іспанія) та Східний (Німеччина, Угорщина, Річ Посполита). Остаточне затвердження структури та статуту ордену відбулось на спеціальному з'їзді 8 березня 1619 року у Відні..